# Avéron-Bergelle
Avéron-Bergelle (Averon e Bergela en gascon) est une commune française située dans l'ouest du département du Gers, en région Occitanie. Sur le plan historique et culturel, la commune est dans le Bas-Armagnac, ou Armagnac noir, un pays s'inscrivant entre les vallées de l'Auzoue, la Gélise, la Douze et du Midou.
Exposée à un climat océanique altéré, elle est drainée par la Douze, le Midouzon et par divers autres petits cours d'eau. La commune possède un patrimoine naturel remarquable : un site Natura 2000 (les « étangs d'Armagnac ») et deux zones naturelles d'intérêt écologique, faunistique et floristique.
Avéron-Bergelle est une commune rurale qui compte 182 habitants en 2022, après avoir connu un pic de population de 656 habitants en 1856.  Ses habitants sont appelés les Avéronais ou  Avéronaises.

## Géographie

### Localisation
Avéron-Bergelle est une commune de Gascogne située sur la Ténarèze sur les coteaux entre les vallées du Midouzon et de la Douze, affluent et sous-affluent de l'Adour.

### Communes limitrophes
Les communes limitrophes sont  Aignan, Cravencères, Espas, Loubédat, Manciet, Margouët-Meymes et Séailles.
| Cravencères | Manciet         | Espas           |
| Loubédat    | Avéron-Bergelle | Séailles        |
|             | Aignan          | Margouët-Meymes |

### Géologie et relief
La superficie de la commune est de 1 470 hectares ; son altitude varie de 109  à   196 mètres.
Avéron-Bergelle se situe en zone de sismicité 1 (sismicité très faible).

### Hydrographie

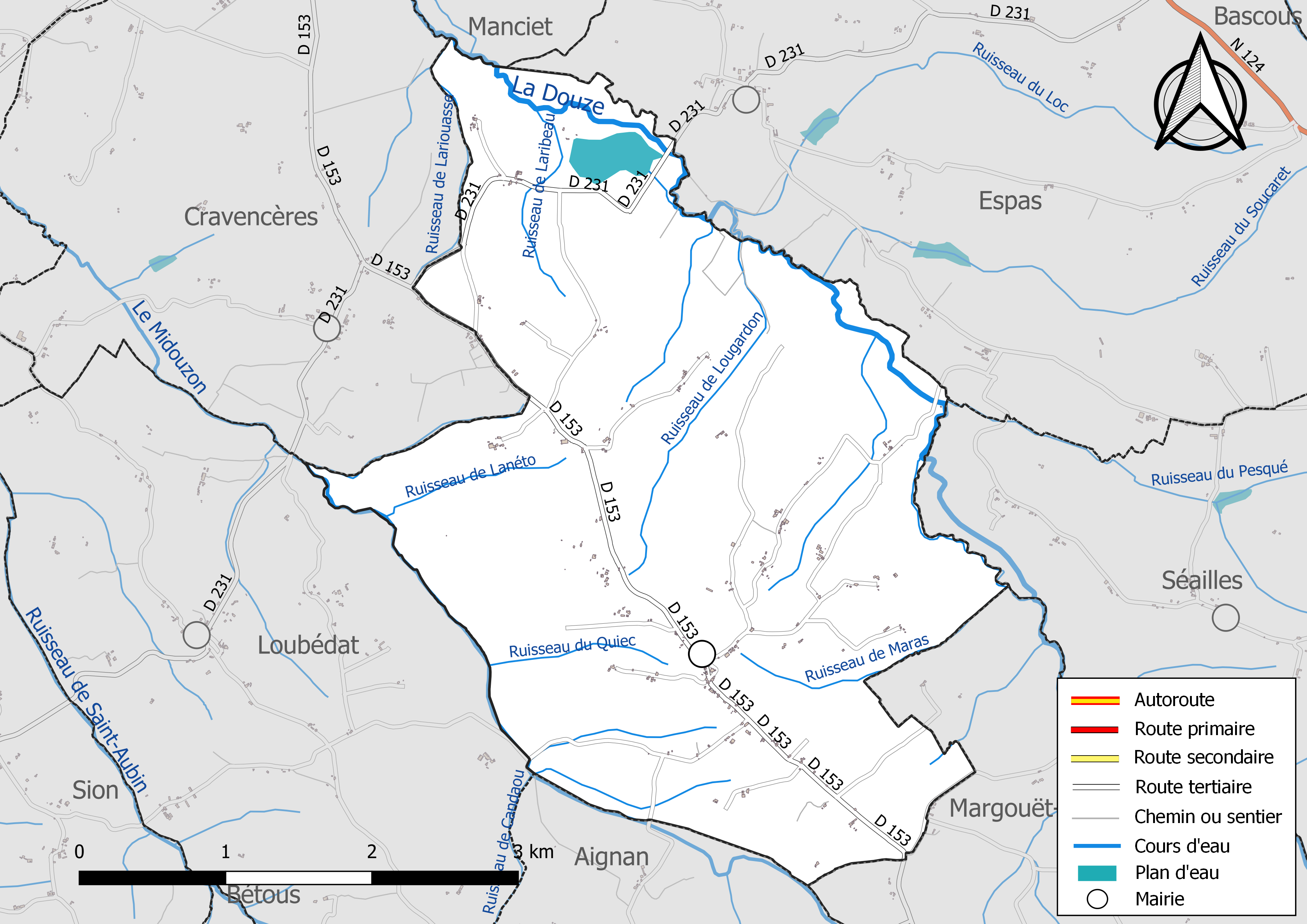
Réseaux hydrographique et routier d'Avéron-Bergelle.

La commune est dans le bassin de l'Adour, au sein du bassin hydrographique Adour-Garonne. Elle est drainée par la Douze, le Midouzon, le ruisseau de Lanéto, le ruisseau de Laribeau, le ruisseau de Lariouasse, le ruisseau de Lougardon, le ruisseau de Maras, le ruisseau du Pesqué, le ruisseau du Quiec, le ruisseau du Soucaret et par divers petits cours d'eau, qui constituent un réseau hydrographique de 23 km de longueur totale,.
La Douze, d'une longueur totale de 123,5 km, prend sa source dans la commune de Gazax-et-Baccarisse et s'écoule du sud-est vers le nord-ouest puis vers le sud. Elle traverse la commune et se jette dans la Midouze à Mont-de-Marsan, après avoir traversé 34 communes.
Le Midouzon, d'une longueur totale de 14,5 km, prend sa source dans la commune d'Aignan et s'écoule du sud-est vers le nord-ouest. Il traverse la commune et se jette dans le ruisseau de Saint-Aubin à Sainte-Christie-d'Armagnac, après avoir traversé 6 communes.

### Climat
Pour des articles plus généraux, voir Climat de l'Occitanie et Climat du Gers.
En 2010, le climat de la commune est de type climat du Bassin du Sud-Ouest, selon une étude s'appuyant sur une série de données couvrant la période 1971-2000. En 2020, Météo-France publie une typologie des climats de la France métropolitaine dans laquelle la commune est exposée à un climat océanique altéré et est dans la région climatique Aquitaine, Gascogne, caractérisée par une pluviométrie abondante au printemps, modérée en automne, un faible ensoleillement au printemps, un été chaud (19,5 °C), des vents faibles, des brouillards fréquents en automne et en hiver et des orages fréquents en été (15 à 20 jours).
Pour la période 1971-2000, la température annuelle moyenne est de 12,9 °C, avec une amplitude thermique annuelle de 15,1 °C. Le cumul annuel moyen de précipitations est de 889 mm, avec 11,2 jours de précipitations en janvier et 6,7 jours en juillet. Pour la période 1991-2020, la température moyenne annuelle observée sur la station météorologique la plus proche, située sur la commune de Lupiac à 11 km à vol d'oiseau, est de 13,8 °C et le cumul annuel moyen de précipitations est de 879,7 mm,. Pour l'avenir, les paramètres climatiques de la commune estimés pour 2050 selon différents scénarios d'émission de gaz à effet de serre sont consultables sur un site dédié publié par Météo-France en novembre 2022.

### Milieux naturels et biodiversité

#### Réseau Natura 2000

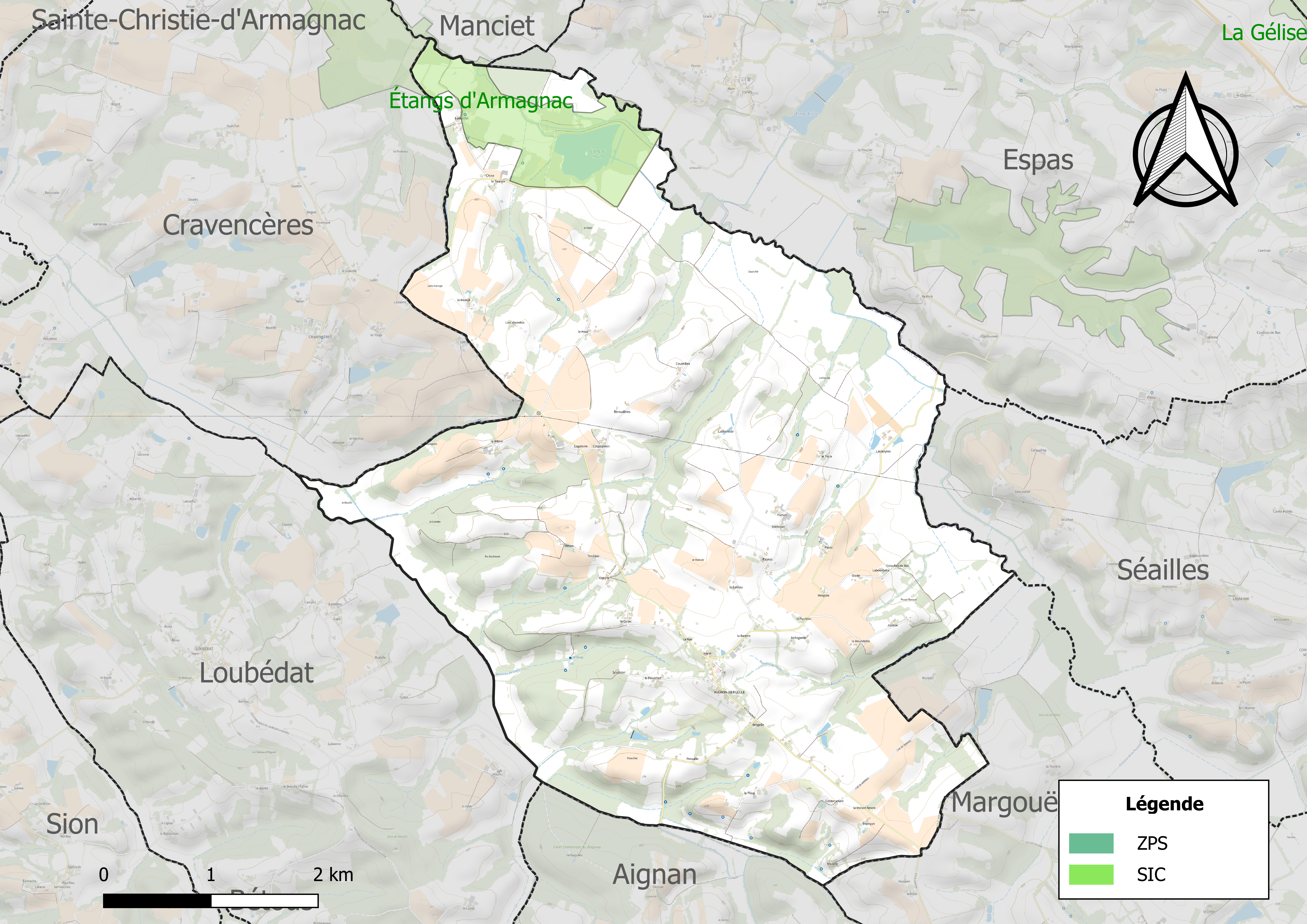
Site Natura 2000 sur le territoire communal.

Le réseau Natura 2000 est un réseau écologique européen de sites naturels d'intérêt écologique élaboré à partir des directives habitats et oiseaux, constitué de zones spéciales de conservation (ZSC) et de zones de protection spéciale (ZPS).
Un site Natura 2000 a été défini sur la commune au titre de la directive habitats : les « étangs d'Armagnac », d'une superficie de 1 028 ha, un site éclaté composé de plusieurs étangs et leurs abords, d'une zone bocagère, d'une zone forestière et marécageuse, dans le bassin versant de l'Armagnac comprenant les principales populations de la cistude d'Europe (présence de la plus grande population pour Midi-Pyrénées).

#### Zones naturelles d'intérêt écologique, faunistique et floristique
L’inventaire des zones naturelles d'intérêt écologique, faunistique et floristique (ZNIEFF) a pour objectif de réaliser une couverture des zones les plus intéressantes sur le plan écologique, essentiellement dans la perspective d’améliorer la connaissance du patrimoine naturel national et de fournir aux différents décideurs un outil d’aide à la prise en compte de l’environnement dans l’aménagement du territoire.
Une ZNIEFF de type 1 est recensée sur la commune :
l'« étang du Moura et milieux bocagers environnant la Douze » (165 ha), couvrant 4 communes du département et une ZNIEFF de type 2, : 
« la Douze et milieux annexes » (11 575 ha), couvrant 29 communes dont 26 dans le Gers et trois dans les Landes.

Carte des ZNIEFF de type 1 et 2 à Avéron-Bergelle.
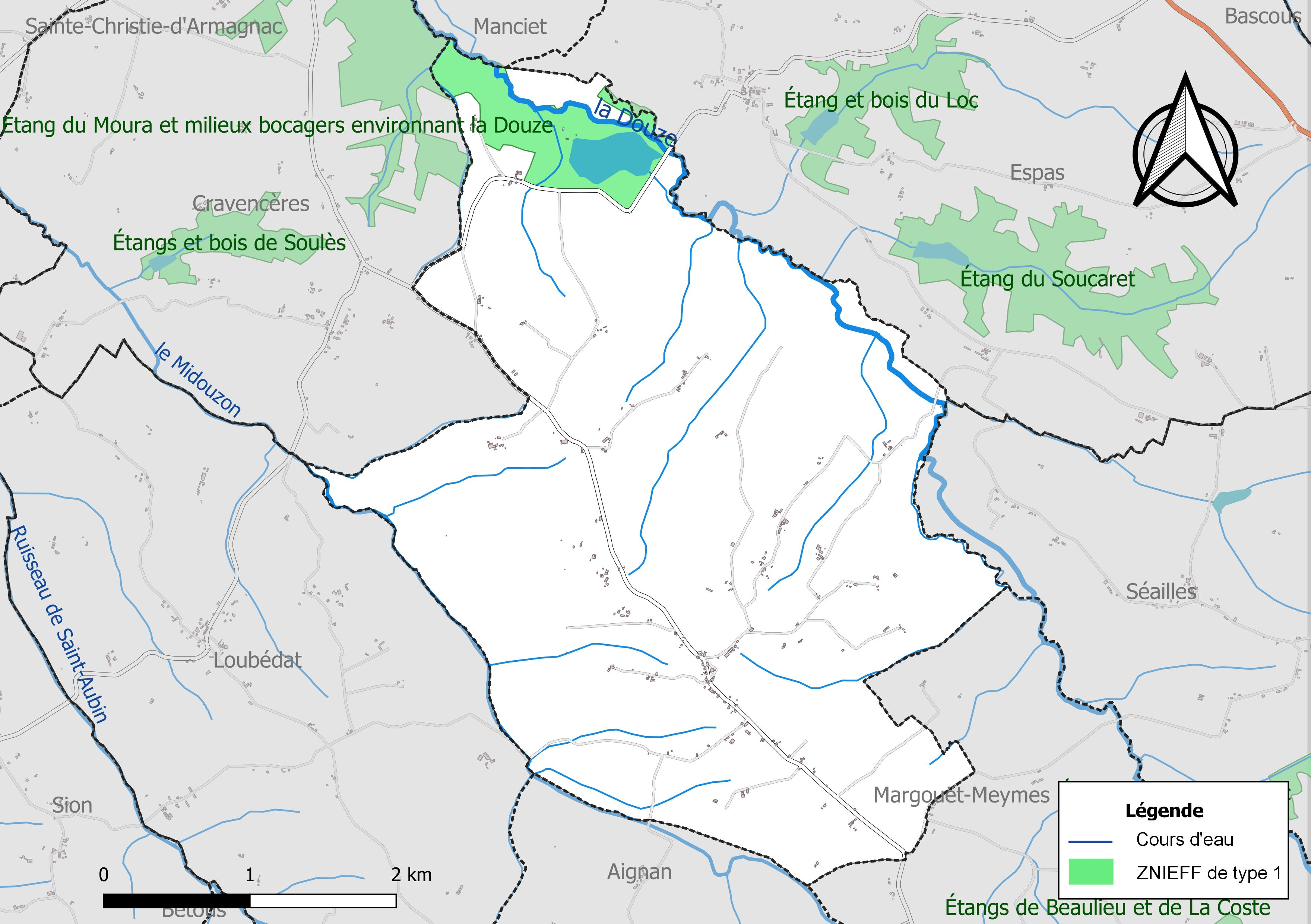
Carte de la ZNIEFF de type 1 sur la commune.
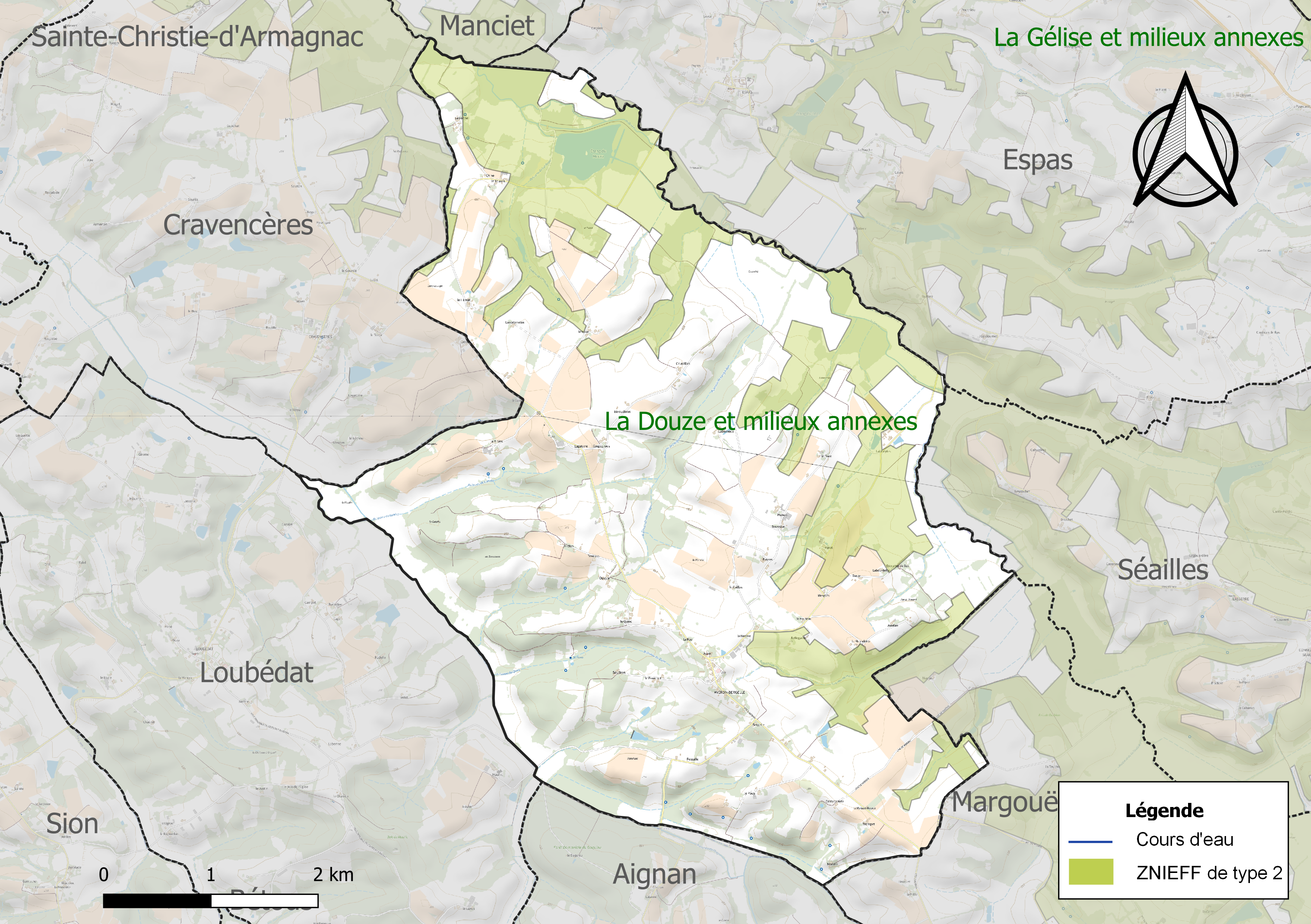
Carte de la ZNIEFF de type 2 sur la commune.

## Urbanisme

### Typologie
Au 1er janvier 2024, Avéron-Bergelle est catégorisée commune rurale à habitat très dispersé, selon la nouvelle grille communale de densité à sept niveaux définie par l'Insee en 2022.
Elle est située hors unité urbaine et hors attraction des villes,.

### Occupation des sols
L'occupation des sols de la commune, telle qu'elle ressort de la base de données européenne d’occupation biophysique des sols Corine Land Cover (CLC), est marquée par l'importance des territoires agricoles (85 % en 2018), une proportion sensiblement équivalente à celle de 1990 (85,5 %). La répartition détaillée en 2018 est la suivante : 
zones agricoles hétérogènes (36,4 %), cultures permanentes (26,6 %), terres arables (22 %), forêts (15 %). L'évolution de l’occupation des sols de la commune et de ses infrastructures peut être observée sur les différentes représentations cartographiques du territoire : la carte de Cassini (XVIIIe siècle), la carte d'état-major (1820-1866) et les cartes ou photos aériennes de l'IGN pour la période actuelle (1950 à aujourd'hui).

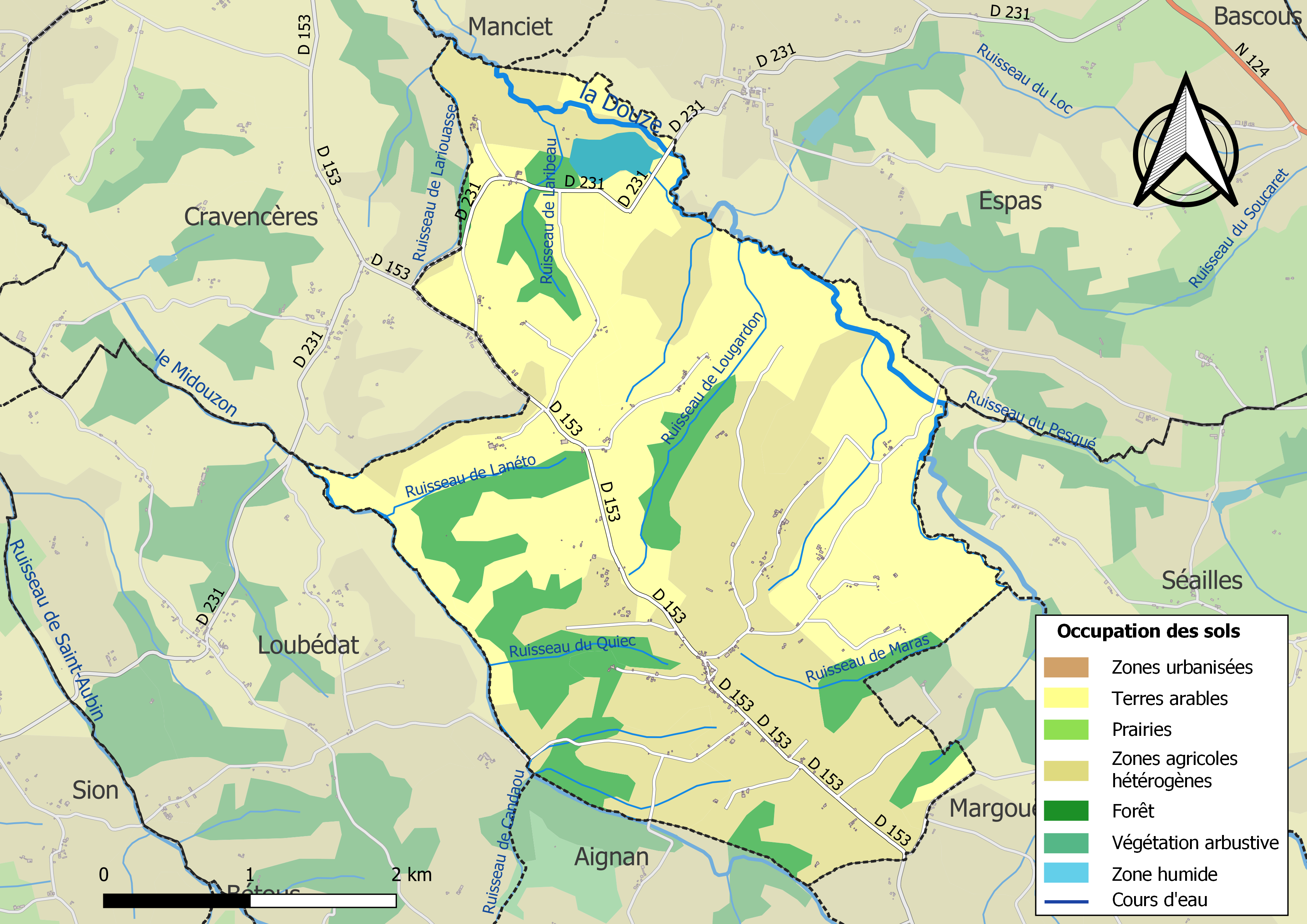
Carte des infrastructures et de l'occupation des sols de la commune en 2018 (CLC).

### Risques majeurs
Le territoire de la commune d'Avéron-Bergelle est vulnérable à différents aléas naturels : météorologiques (tempête, orage, neige, grand froid, canicule ou sécheresse) et séisme (sismicité très faible). Un site publié par le BRGM permet d'évaluer simplement et rapidement les risques d'un bien localisé soit par son adresse soit par le numéro de sa parcelle.

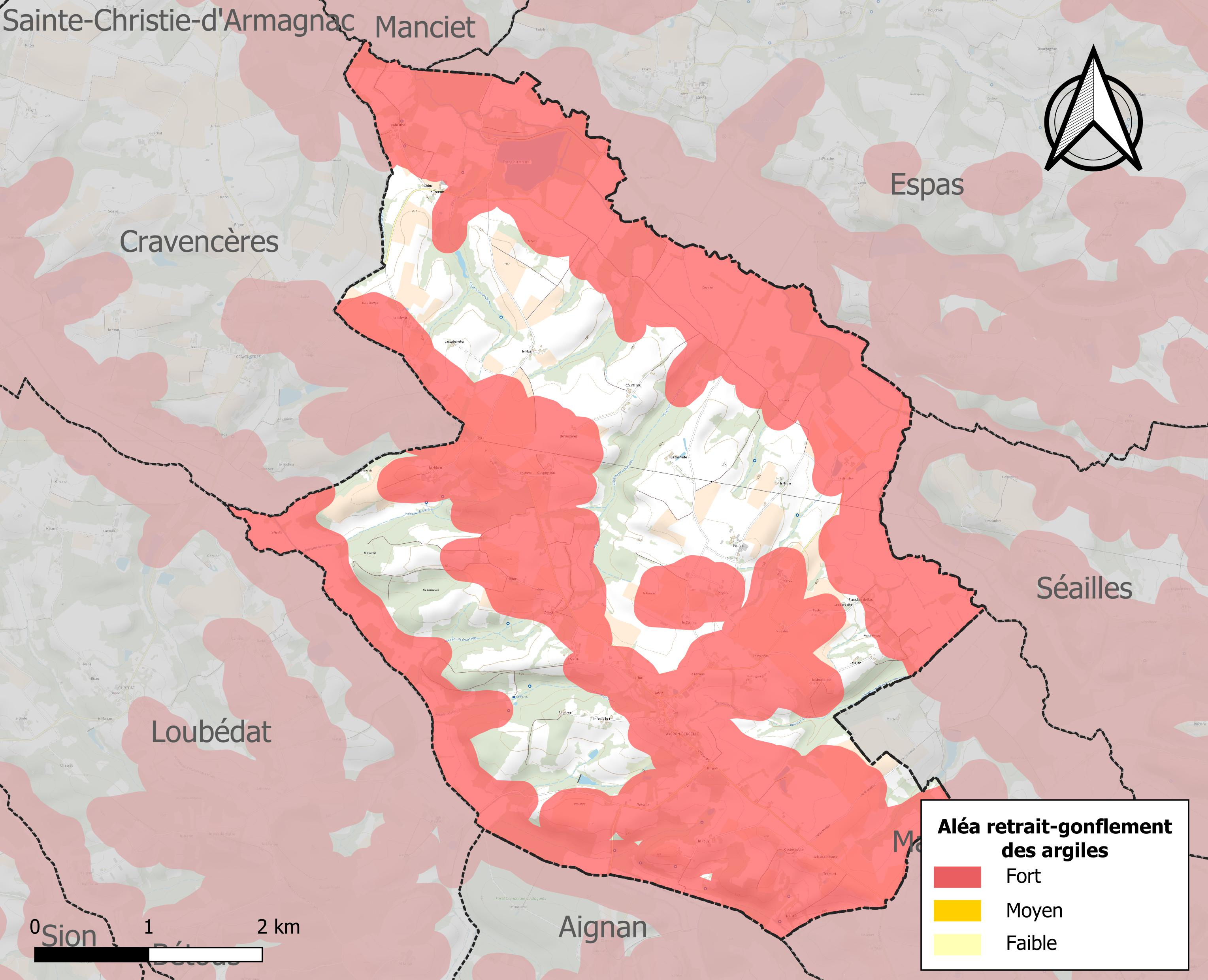
Carte des zones d'aléa retrait-gonflement des sols argileux d'Avéron-Bergelle.

Le retrait-gonflement des sols argileux est susceptible d'engendrer des dommages importants aux bâtiments en cas d’alternance de périodes de sécheresse et de pluie. 65,6 % de la superficie communale est en aléa moyen ou fort (94,5 % au niveau départemental et 48,5 % au niveau national). Sur les 122 bâtiments dénombrés sur la commune en 2019, 93 sont en aléa moyen ou fort, soit 76 %, à comparer aux 93 % au niveau départemental et 54 % au niveau national. Une cartographie de l'exposition du territoire national au retrait gonflement des sols argileux est disponible sur le site du BRGM,.
Par ailleurs, afin de mieux appréhender le risque d’affaissement de terrain, l'inventaire national des cavités souterraines permet de localiser celles situées sur la commune.
La commune a été reconnue en état de catastrophe naturelle au titre des dommages causés par les inondations et coulées de boue survenues en 1999 et 2009. Concernant les mouvements de terrains, la commune a été reconnue en état de catastrophe naturelle au titre des dommages causés par la sécheresse en 1989, 1991 et 2002 et par des mouvements de terrain en 1999.

## Histoire
La commune d'Avéron a fusionné avec celle de Bergelle en 1821.

## Politique et administration

### Liste des maires
| Période                                  | Période  | Identité           | Étiquette | Qualité     |
| ---------------------------------------- | -------- | ------------------ | --------- | ----------- |
| 2001                                     | 2014     | Francis Pesquidoux | DVD       |             |
| 2014                                     | En cours | Michel Lartigolle  | DVD       | Agriculteur |
| Les données manquantes sont à compléter. |          |                    |           |             |

## Population et société

### Démographie
| 1793 | 1800 | 1806 | 1821 | 1831 | 1841 | 1846 | 1851 | 1856 |
| ---- | ---- | ---- | ---- | ---- | ---- | ---- | ---- | ---- |
| 473  | 419  | 445  | 482  | 628  | 588  | 632  | 633  | 656  |

| 1861 | 1866 | 1872 | 1876 | 1881 | 1886 | 1891 | 1896 | 1901 |
| ---- | ---- | ---- | ---- | ---- | ---- | ---- | ---- | ---- |
| 567  | 591  | 575  | 595  | 581  | 564  | 504  | 520  | 509  |

| 1906 | 1911 | 1921 | 1926 | 1931 | 1936 | 1946 | 1954 | 1962 |
| ---- | ---- | ---- | ---- | ---- | ---- | ---- | ---- | ---- |
| 514  | 504  | 428  | 445  | 400  | 404  | 360  | 334  | 309  |

| 1968 | 1975 | 1982 | 1990 | 1999 | 2005 | 2006 | 2010 | 2015 |
| ---- | ---- | ---- | ---- | ---- | ---- | ---- | ---- | ---- |
| 277  | 233  | 193  | 174  | 176  | 166  | 164  | 154  | 149  |

| 2020 | 2022 | - | - | - | - | - | - | - |
| ---- | ---- | - | - | - | - | - | - | - |
| 176  | 182  | - | - | - | - | - | - | - |

### Enseignement
Il n'y a pas d'école à Avéron-Bergelle.

### Manifestations culturelles et festivités
- Fin juin : feu de la Saint-Jean ;
- Fête patronale : 10 août[29] ;
- Foires : 10 février, 10 avril, dernier mardi d'août[29] ;
- Marché : mardi, tous les 15 jours[29].

### Sports
- Le Club de Pétanque Averonnais a été enregistré à l'INSEE le 10 avril 1965[30].

## Économie

### Revenus
En 2018  (données Insee publiées en septembre 2021), la commune compte 78 ménages fiscaux, regroupant 146 personnes. La médiane du revenu disponible par unité de consommation est de 20 170 € (20 820 € dans le département).

### Emploi
|                | 2008  | 2013   | 2018  |
| -------------- | ----- | ------ | ----- |
| Commune        | 10 %  | 14,8 % | 14 %  |
| Département    | 6,1 % | 7,5 %  | 8,2 % |
| France entière | 8,3 % | 10 %   | 10 %  |

En 2018, la population âgée de 15 à 64 ans s'élève à 81 personnes, parmi lesquelles on compte 72 % d'actifs (58,1 % ayant un emploi et 14 % de chômeurs) et 28 % d'inactifs,. Depuis 2008, le taux de chômage communal (au sens du recensement) des 15-64 ans est supérieur à celui de la France et du département.
La commune est hors attraction des villes,. Elle compte 27 emplois en 2018, contre 24 en 2013 et 34 en 2008. Le nombre d'actifs ayant un emploi résidant dans la commune est de 51, soit un indicateur de concentration d'emploi de 52,7 % et un taux d'activité parmi les 15 ans ou plus de 45,2 %.
Sur ces 51 actifs de 15 ans ou plus ayant un emploi, 23 travaillent dans la commune, soit 45 % des habitants. Pour se rendre au travail, 89,7 % des habitants utilisent un véhicule personnel ou de fonction à quatre roues, 3,4 % s'y rendent en deux-roues, à vélo ou à pied et 6,9 % n'ont pas besoin de transport (travail au domicile).

### Activités hors agriculture
11 établissements sont implantés  à Avéron-Bergelle au 31 décembre 2019.
Le secteur des activités spécialisées, scientifiques et techniques et des activités de services administratifs et de soutien est prépondérant sur la commune puisqu'il représente 36,4 % du nombre total d'établissements de la commune (4 sur les 11 entreprises implantées  à Avéron-Bergelle), contre 14,4 % au niveau départemental.

### Agriculture
La commune est dans le Bas-Armagnac, une petite région agricole occupant une partie ouest du département du Gers. En 2020, l'orientation technico-économique de l'agriculture  sur la commune est la polyculture et/ou le polyélevage.
|               | 1988 | 2000  | 2010 | 2020 |
| ------------- | ---- | ----- | ---- | ---- |
| Exploitations | 28   | 25    | 15   | 13   |
| SAU (ha)      | 951  | 1 000 | 768  | 754  |

Le nombre d'exploitations agricoles en activité et ayant leur siège dans la commune est passé de 28 lors du recensement agricole de 1988  à 25 en 2000 puis à 15 en 2010 et enfin à 13 en 2020, soit une baisse de 54 % en 32 ans. Le même mouvement est observé à l'échelle du département qui a perdu pendant cette période 51 % de ses exploitations,. La surface agricole utilisée sur la commune a également diminué, passant de 951 ha en 1988 à 754 ha en 2020. Parallèlement la surface agricole utilisée moyenne par exploitation a augmenté, passant de 34 à 58 ha.

### Entreprises et commerces
Viticulture : Côtes-de-saint-mont (AOVDQS) et Armagnac.

## Culture locale et patrimoine

### Lieux et monuments

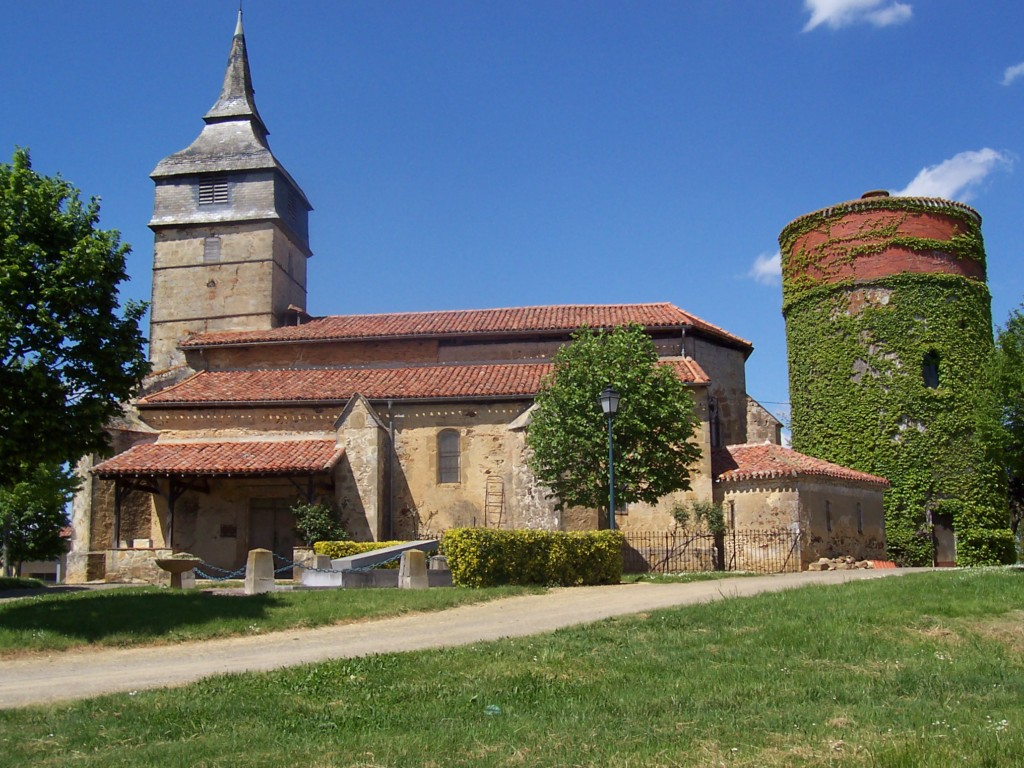
Église Saint-Laurent.

- Église paroissiale Saint-Laurent, reconstruite au XVIe siècle[35].
- Étang du Moura, site classé Natura 2000[36].

### Personnalités liées à la commune
- George Starr alias le « colonel Hilaire » (1904 - 1980), agent secret britannique du Special Operations Executive.
- Maurice Parisot (1899 - 1944), résistant français.
- Bernard-Adolphe de Cassagnac, familier de Napoléon III, né le 11 août 1806 à Avéron-Bergelle, député du Gers de 1852 à sa mort en 1880.